# Crato e Mártires
Crato e Mártires is een plaats (freguesia) in de Portugese gemeente Crato en telt 1 804 inwoners (2001).